# Furano
Furano (japanisch 富良野市, -shi) ist eine Stadt in der Unterpräfektur Kamikawa auf der Insel Hokkaidō.

## Geographie
Furano liegt südlich von Asahikawa und nordöstlich von Sapporo.

## Geschichte
Die Ernennung zur Shi erfolgte am 1. Mai 1966.

## Wirtschaft
Furano ist ein Zentrum für landwirtschaftliche und forstwirtschaftliche Produkte. Produziert werden Reis, Kartoffeln, Zuckerrüben, Zwiebeln, Spargel und Wassermelonen. Weiter gibt es dort Textil- und Zuckerindustrie.

## Sehenswürdigkeiten
Die Stadt ist bekannt für ihre bunten Blumenfelder im Sommer und duftenden Lavendel im Juli.
Eine weitere Tourismusattraktion ist der aus dem zwischen 1981 und 2002 laufenden Dorama Kita no Kuni kara bekannte Rokurō no Mori (麓郷の森).

## Städtepartnerschaften
- Schladming (Österreich), seit 1977

## Verkehr
Der Bahnhof Furano liegt an der Nemuro-Hauptlinie, die von Takikawa über Obihiro und Kushiro nach Nemuro führt. Hier zweigt die Furano-Linie nach Asahikawa ab. Beide Linien werden von JR Hokkaido betrieben.
Furano ist auch über die Nationalstraßen 38 und 237 erreichbar.

## Angrenzende Städte und Gemeinden
- Ashibetsu
- Kamifurano
- Nakafurano
- Minamifurano